# مونيا مدور

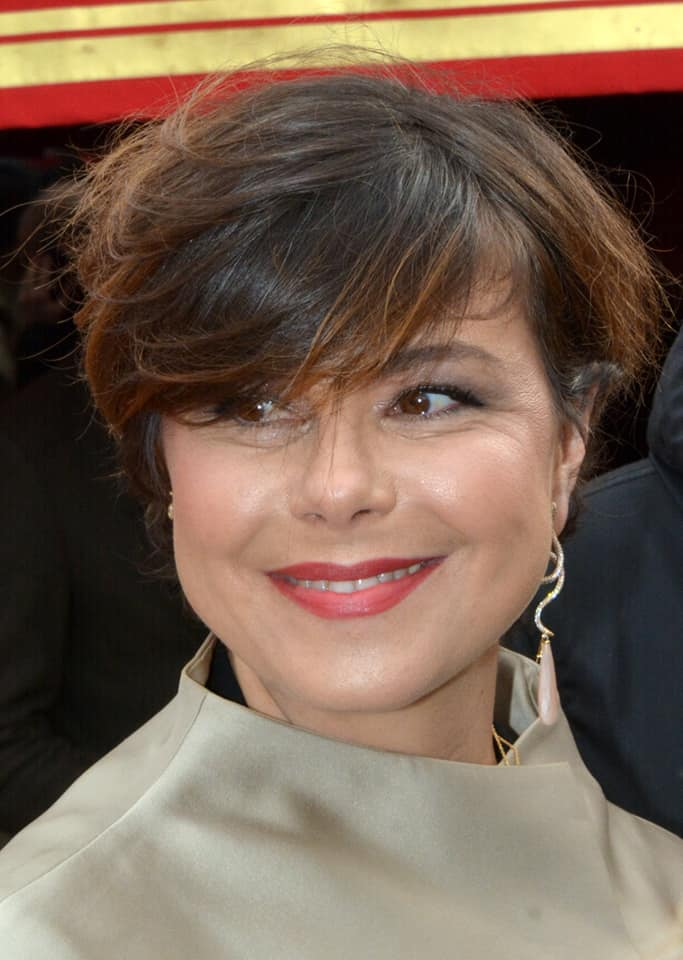
مونيا مدور سيزار 2020

مونيا مدور (ولدت في 15 مايو 1978) هي مخرجة أفلام فرنسية جزائرية اصيلة

## سيرة شخصية
والد مدور هو المخرج الجزائري عز الدين مدور  ووالدتها من روسيا. درست في مدرسة الصحافة، ثم تدربت في السينما والسمعي البصري في فرنسا. أكملت دبلومة من المركز الأوروبي للتدريب على إنتاج الأفلام (CEFPF) في الإخراج السينمائي الخيالي في عام 2002 ثم دبلومًا ثانيًا في صناعة الأفلام الوثائقية في عام 2004. 
ثم أخرجت عدة أفلام وثائقية، مثل الجسيمات الأولية  في عام 2007،المطبخ كإرث  في عام 2009، وفي عام 2011 السينما الجزائرية، نفس جديد فيلم وثائقي عن الجيل الجديد من المخرجين الجزائريين الذين ظهروا على الرغم من غيابهم. من التمويل. في نفس العام، أخرجت أول فيلم روائي قصير لها، إدويج. 

## فيلموغرافيا
ما لم يذكر خلاف ذلك، مونيا ميدور هي المخرجة وكاتبة سيناريوهات أفلامها.
- 2006 تكجدة، قافلة سافوار (فيلم وثائقي)
- 2007: هيتمان (فيلم 2007)، إخراج كزافييه جينس (مساعد مخرج)
- 2007: الجسيمات الأولية (فيلم وثائقي، 50 دقيقة)
- 2009: المطبخ كإرث (فيلم وثائقي، 52 دقيقة) [9]
- 2011: السينما الجزائرية، نفس جديد (فيلم وثائقي، 52 دقيقة) [10]
- 2012: إدويج (فيلم قصير 15 دقيقة) [11]
- 2018: تم اختيار فيلم بابيشة (فيلم) في جائزة نظرة ما (مهرجان كان) في مهرجان كان السينمائي 2019، في حفل توزيع جوائز الأوسكار الـ 92 لتمثيل الجزائر في فئة أفضل فيلم روائي طويل دولي، الحائز على عدة أجنحة (جائزة César 2019 لأفضل فيلم روائي طويل، 2019 جائزة سيزار لأفضل ممثلة واعدة، جائزة لجنة التحكيم الشابة في مهرجان قرطاج الدولي، إلخ.)
- 2022: الحرية

## الجوائز
- 2019: مهرجان أنغوليم السينمائي
- 2020 سيزار: أول فيلم روائي طويل لبابيتشا